# Boobytrap (wapen)

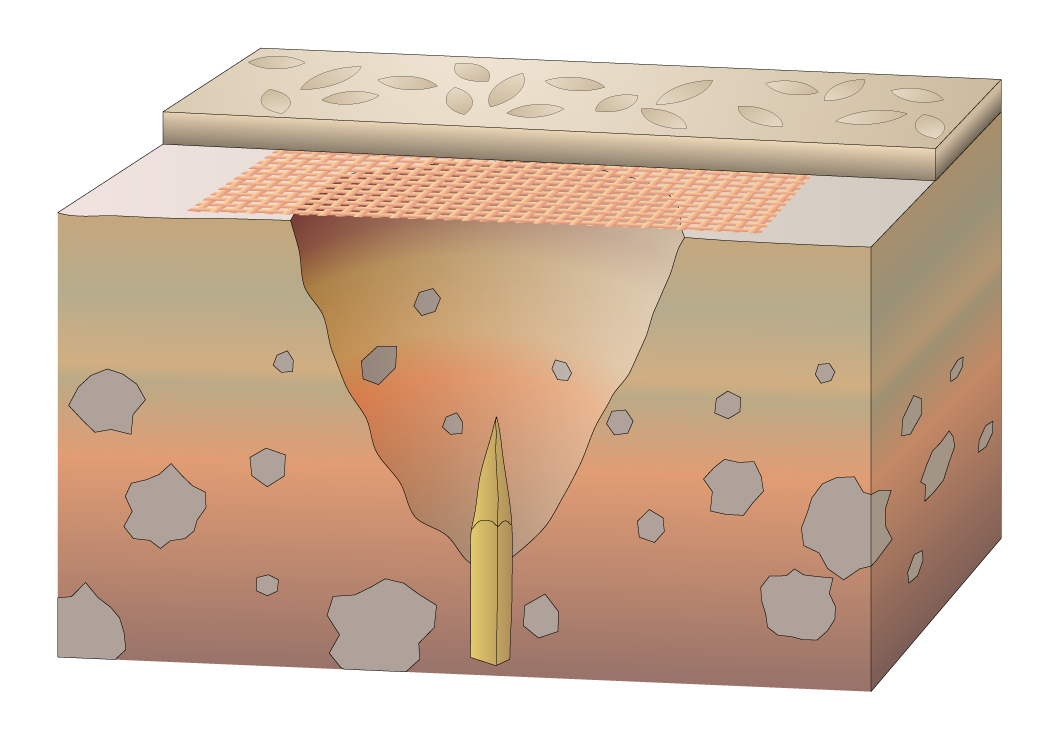
Simpele boobytrap: een verborgen valkuil met een scherpe punt op de bodem.

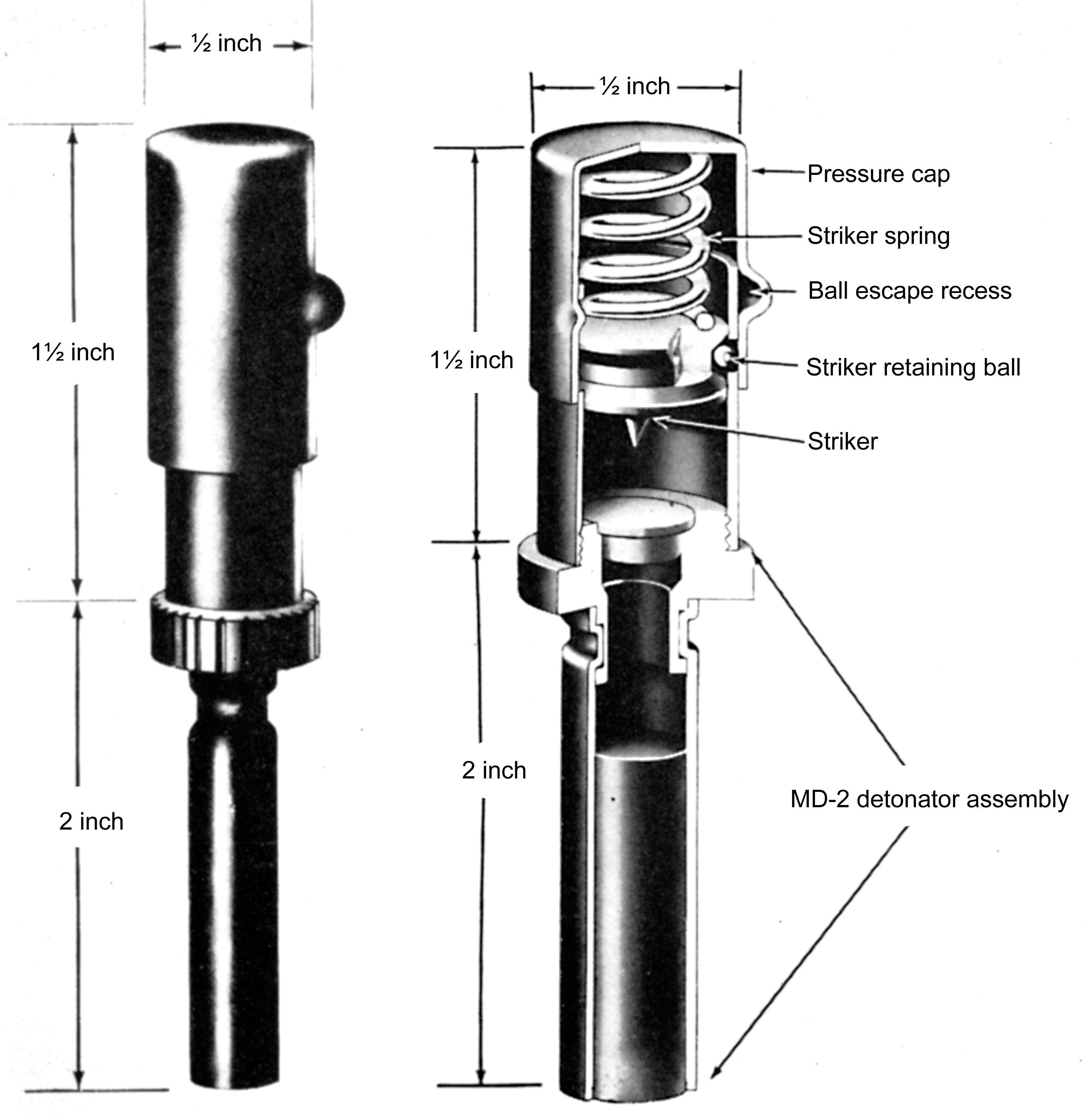
Drukontsteker van Russische makelij geschikt voor boobytrapdoeleinden.

Een boobytrap of valstrikmijn is een geïmproviseerd wapen dat net als een landmijn verborgen geplaatst wordt om door het slachtoffer te worden geactiveerd. Een boobytrap verschilt van een landmijn doordat het een geïmproviseerd wapen is en niet altijd van een explosief is voorzien.
Boobytraps kan men aantreffen in door de vijand verlaten gebieden. Doel is om de tegenstander  in zijn opmars te vertragen en hem personeelsverliezen toe te brengen. Verder om deze te belemmeren in het gebruik van terreinen, gebouwen en dergelijke en zijn moreel aan te tasten.
Een boobytrap wordt in werking gesteld door een ogenschijnlijk normale handeling van het slachtoffer. Die activiteit kan echter een ontsteker activeren. De springlading kan bestaan uit handgranaten, explosieven, mijnladingen of niet-ontplofte granaten. Kenmerk van een boobytrap is dat deze niet als zodanig herkenbaar is.
Bij een boobytrap wordt niet per se gebruikgemaakt van explosieven. Naargelang de inventiviteit van de bommenlegger kan worden gebruikgemaakt van alles wat voorhanden is. Zuren, gifgas, een zwaar gewicht of andere zaken kunnen in een val verwerkt worden. Zelfs giftige dieren als slangen en schorpioenen lenen zich er toe. Omdat boobytraps overal geplaatst kunnen zijn hebben ze een psychologisch effect; men is er nooit echt zeker van dat een net bezette omgeving veilig is.
Internationaal wordt met de Conventie over bepaalde conventionele wapens gepoogd het gebruik van deze wapens te beperken.